# Агиологија
Агиологија или Хагиологија (од старогрчког стгрч. αγιοςαγιος „свети” + стгрч. λογοςλογος „расуђивање”) је наука која проучава теолошке и историјско-црквене аспекте светости.
За разлику од хагиографије, чија су тема животи светитеља као књижевни текстови одговарајућег историјског периода, агиологија директно проучава лик светитеља, његов карактер и место међу светитељима, као и промене у лику светитеља у различитим историјским временима. Главни материјал за агиологију, као и за хагиографију, јесте књижевност житија светих. Уз грађу из житија светих, овде су најважнији извор богословска дела која се дотичу теме светости.
Агиологија пручава различите опште и појединачне богословске, историјске, филолошке, социолошке, археолошке и др. теме које се тичу светитеља са главним циљем да соткрију последице њихове вере. Светост сачињава, с једне стране, одељак или аспект Тријадологије, Христологије и Пневматологије, а са друге, важно поглавље и битну димензију еклисиологије, сотириологије, антропологије, социологије и космологије у целини. Агиологија, као богословска дисциплина, представља пројекцију набројаних подручја, од Тријадологије до космологије.